# Jean-Pierre de Vincenzi
Jean-Pierre de Vincenzi (Marmande, 27 marzo 1957) è un allenatore di pallacanestro e dirigente sportivo francese.

## Carriera
Ha guidato la Francia ai Giochi olimpici di Sydney 2000 e a due edizioni dei Campionati europei (1997, 1999).